# Remigia Echarren
Leona Remigia Echarren Aranguren (Pamplona, 11 de abril de 1853-Pamplona, 9 de enero de 1921) conocida artísticamente como Mademoiselle Agustini, Reina del Arga o Reina de las alturas, fue una funambulista española de finales del siglo XIX y principios del siglo XX.

## Biografía
Nació en el barrio de la Navarrería de Pamplona, fue la tercera de los cuatro hijos habidos en el matrimonio formado por Venancio Echarren Jiménez, pamplonés, y Manuela Aranguren Elizalde, de Esquíroz. Los abuelos eran todos nacidos en la Cuenca de Pamplona. La bautizaron al día siguiente, 12 de abril, en la parroquia de San Juan Bautista de Pamplona. Su padre murió fuera de Pamplona, su madre se casó de nuevo con Manuel Zabalza y fueron a vivir a la actual calle Jarauta, entonces conocida como Pellejería.
La primera noticia sobre Echarren data del 12 de julio de 1882. Ese día actuó en la antigua plaza de toros Monumental de Pamplona, situada donde actualmente nace la avenida de Carlos III. La compañía de acróbatas se conocía como Teresy y Velázquez. Uno de los espectadores de aquel día era Pío Baroja, que vivía en Pamplona. En los días siguientes, los medios de Pamplona hablaron de acto. Así se leía en El Eco de Navarra:

«Hay en la compañía un chico que se retuerce como una toballa (sic) mejada. Esto es admirable, muy admirable, pero en la compañía hay otra cosa más admirable todavía. Una mademoiselle que no solamente no es francesa, sino que es nacida en Pamplona y se llama Echarren. Y como si esta no fuera bastante, es digna rival de Blondin, el que pasó de píe sobre una cuerda las cataratas del Niágara. La mademoiselle Echarren, que si las crónicas no mienten, hace algunos años vivió en la calle de los Descalzos, es una artista consumada; atraviesa la plaza a una altura prodigosa y los espectadores le aplauden con verdadero entusiasmo. No bastaba que Navarra produjera músicos notables [haciendo referencia a los célebres Sarasate, Gayarre, Arrieta o Guelbenzu que aquellos sanfermines acudieron a Pamplona], era preciso que diera volatineros sobresalientes. Id a ver esta tarde a Remigia Echarren y os convenceréis de que es verdad cuanto os digo. Vamos, hombre, sino puedo convencerme ni aun viéndolo, que haya pamplonesas que manejen el balancín y sepan hacer equilibrio y bailar en la maroma"
Nicanor Espoz Redín, alias José, El Eco de Navarra, 25 de julio de 1882

En mayo del año siguiente, 1883, realizó una actuación memorable ante miles de espectadores: frente al molino de Caparroso en Pamplona, cruzó cuatro veces el río Arga sobre una cuerda a 10 metros del suelo, con las piernas en unos canastillos. Otro de los pases los hizo cubriéndose los ojos y, de cintura para abajo, cubierta con un saco, según relata la crónica del rotativo Lau-Buru en su crónica del 11 de julio. El Ayuntamiento de Pamplona, la premió con 500 pesetas en aquella ocasión. Según escribió Ignacio Baleztena, “en este día memorable fue proclamada reina del Arga la intrépida pamplonesa Remigia Echarren, conocida en el mundo circense por el alias de Madmoiselle Agustini”.
El 15 de enero de 1884 contrajo matrimonio en Alagón con Venancio Urdiáin Andía. Ese mismo año, también participó en las fiestas de San Fermín, cruzando cuatro veces la Plaza del Castillo con los ojos tapados y realizando otros ejercicios sobre la cuerda. Poco después, se incorporó a la Asociación de Acrobáticos y, entre otras cosas, pasó por Pisuerga y la ría de Bilbao. En las fiestas de San Fermín de 1885 actuó con la compañía acróbata de Manuel Carral. Echarren también presentó su número en los Campos Elíseos de Madrid.
El 5 de octubre de 1892, tuvo un accidente en Ondárroa que interrumpió su carrera, cuando cayó de una silla sobre una cuerda a 15 metros del suelo sufriendo diversas fracturas que le obligaron a retirarse del espectáculo. Después de un largo paréntesis, en 1896 actuó en las ferias de Elizondo, en 1902 en Puente la Reina, y en 1904, ofreció otras sesiones en Pamplona y en 1905 actuó en la Plaza de toros de Vitoria. Poco después, puso fin a su trayectoria artística y en los últimos años de su vida trabajó como vendedora de lotería. El 9 de enero de 1921, con 67 años, murió en su casa, a causa de una miocarditis.

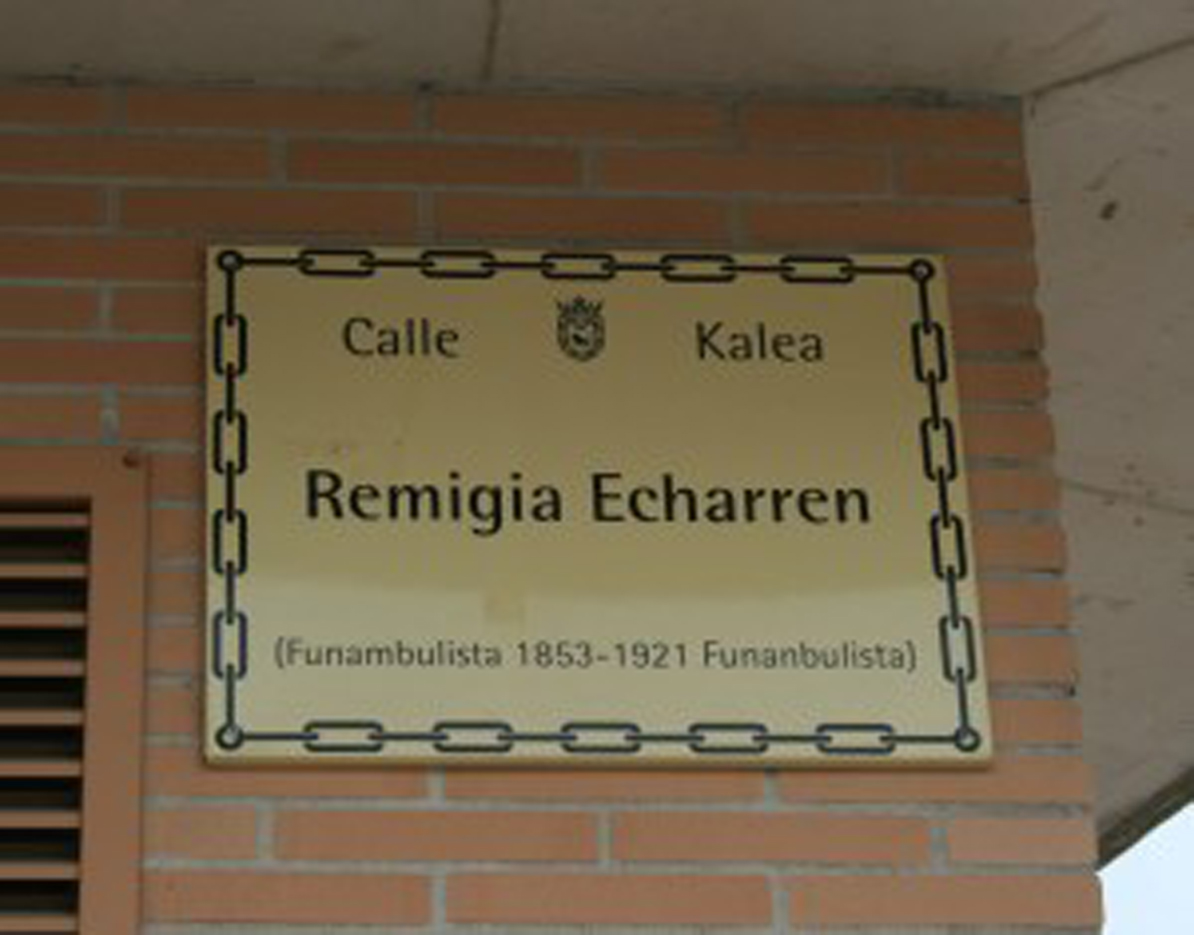
Calle Remigia Echarren

## Reconocimientos
Una calle de Pamplona, en el barrio de la Chantrea, lleva su nombre. En 2017, el grupo Nombrar mujeres en Pamplona, creó el proyecto documental Píldoras de vida, en el que se le dedica un minidocumental a la vida y obra de Echarren. En 2021, las Pasarelas del Parque Fluvial del Arga de Pamplona fueron bautizadas como las "Pasarelas de Mademoiselle Agustini", en su honor.

## La Reina del Arga y la recuperación de su memoria
En 2021, con motivo del centenario de la muerte de Echarren, la artista de circo Estefanía de Paz, organizó una exposición de piezas de collage, llamada La reina del Arga, que se inauguró en el Palacio del Condestable. Posteriormente, convirtió su investigación en un espectáculo llamado La Reina del Arga, que ha girado por toda España y que le valió el premio en la categoría a la Mejor Interpretación en FETEN 2022. En 2023, De Paz publicó un libro del mismo nombre.

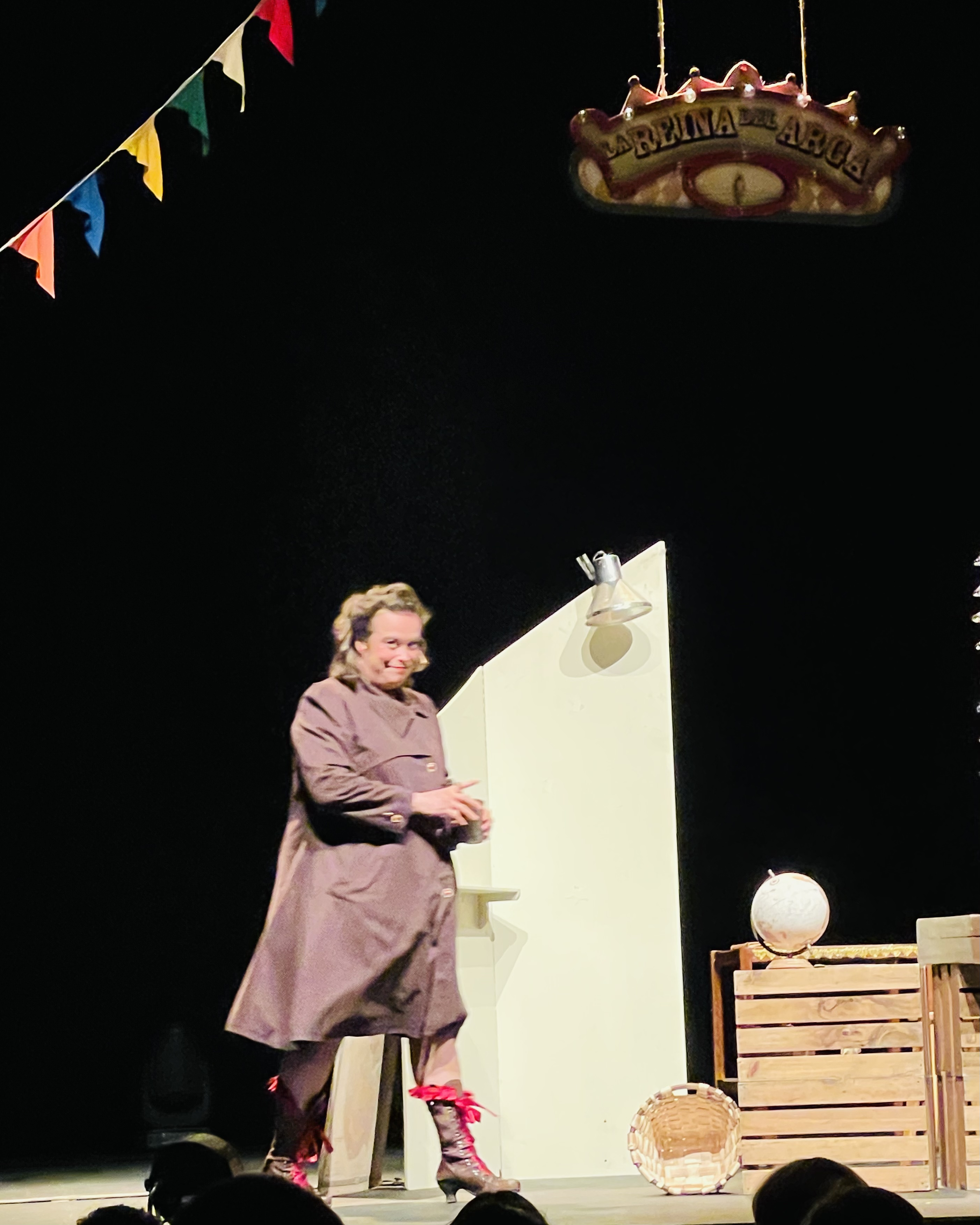
Estefanía de Paz en La Reina del Arga (2023)
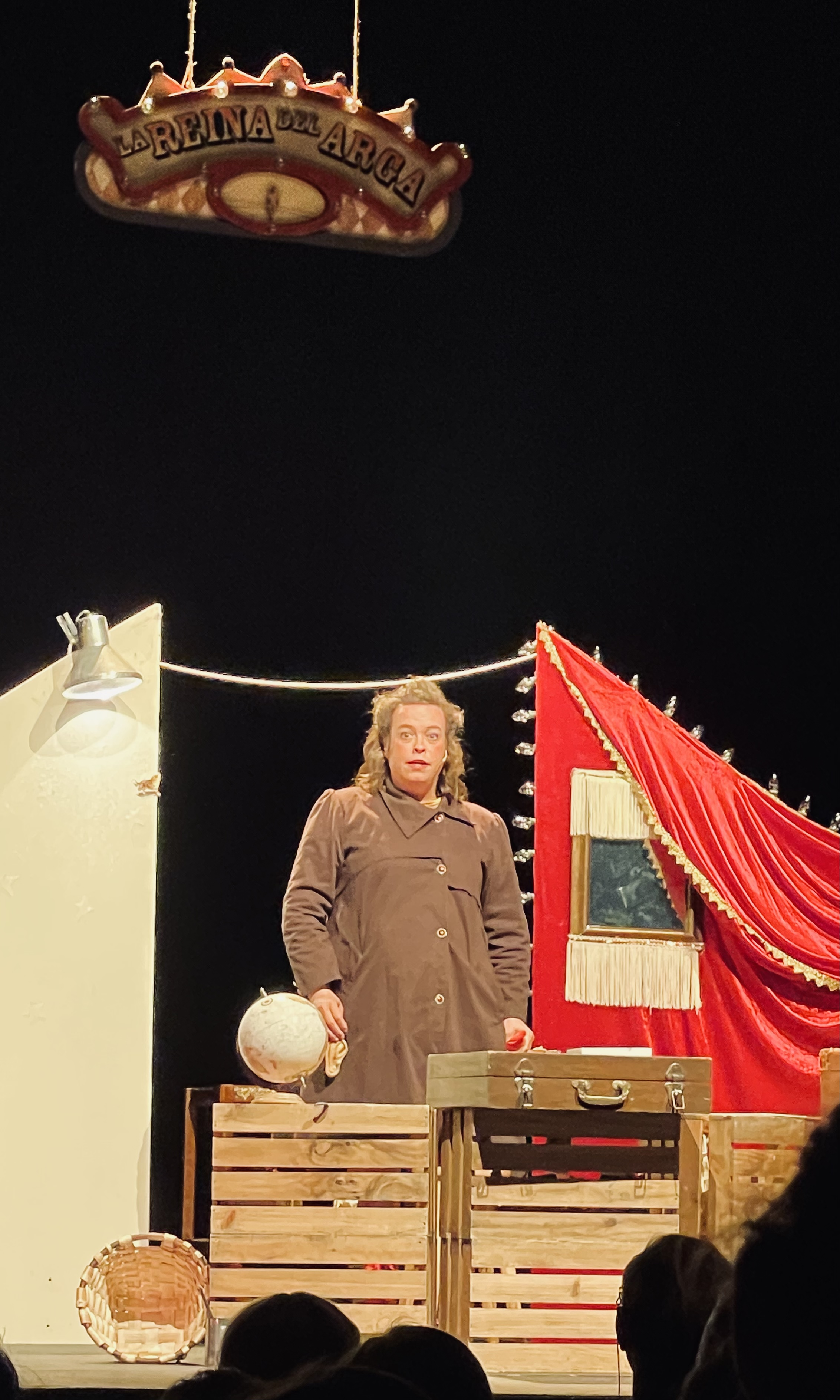
Estefanía de Paz en La Reina del Arga (2023)
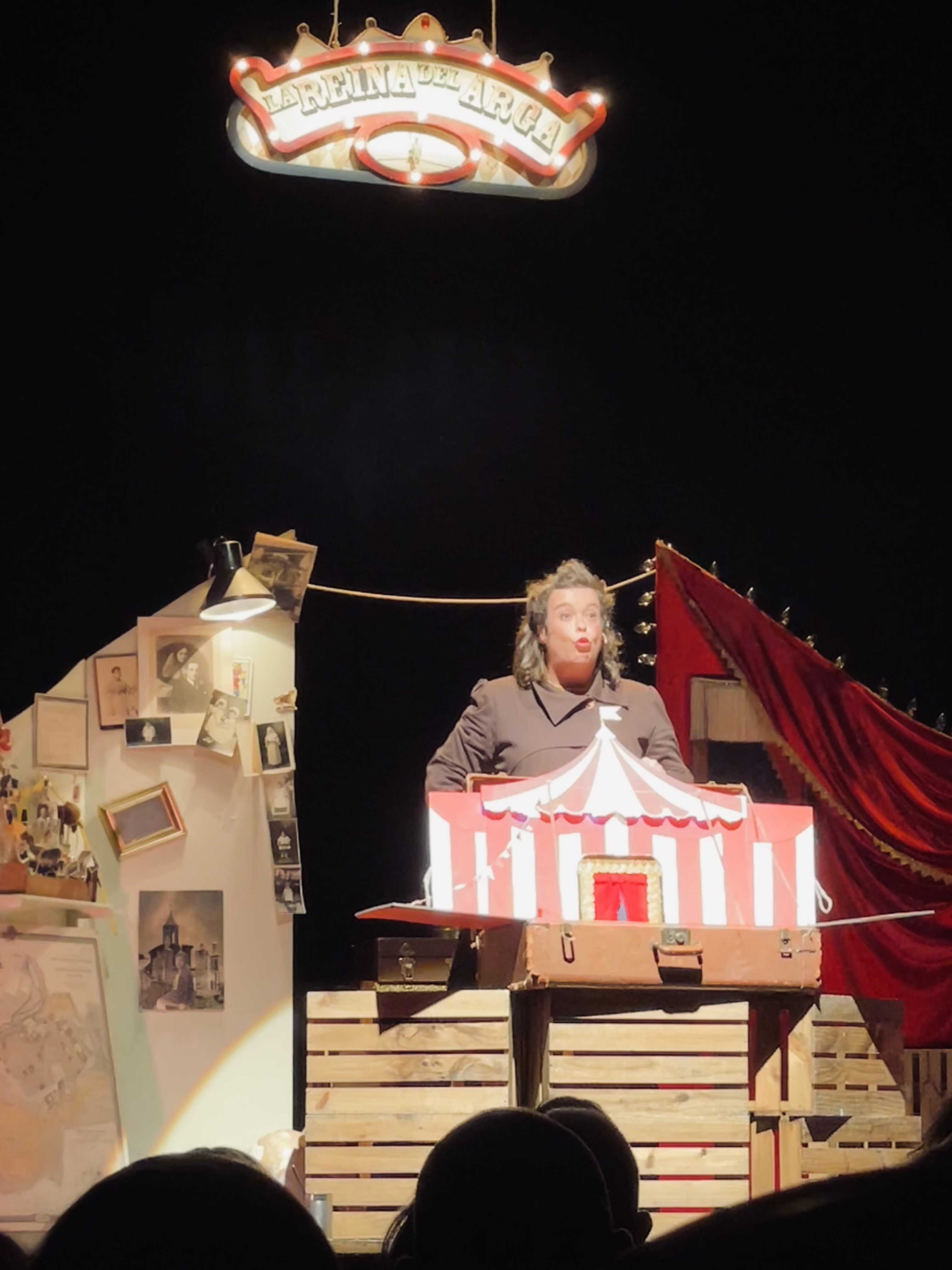
Estefanía de Paz en La Reina del Arga (2023)
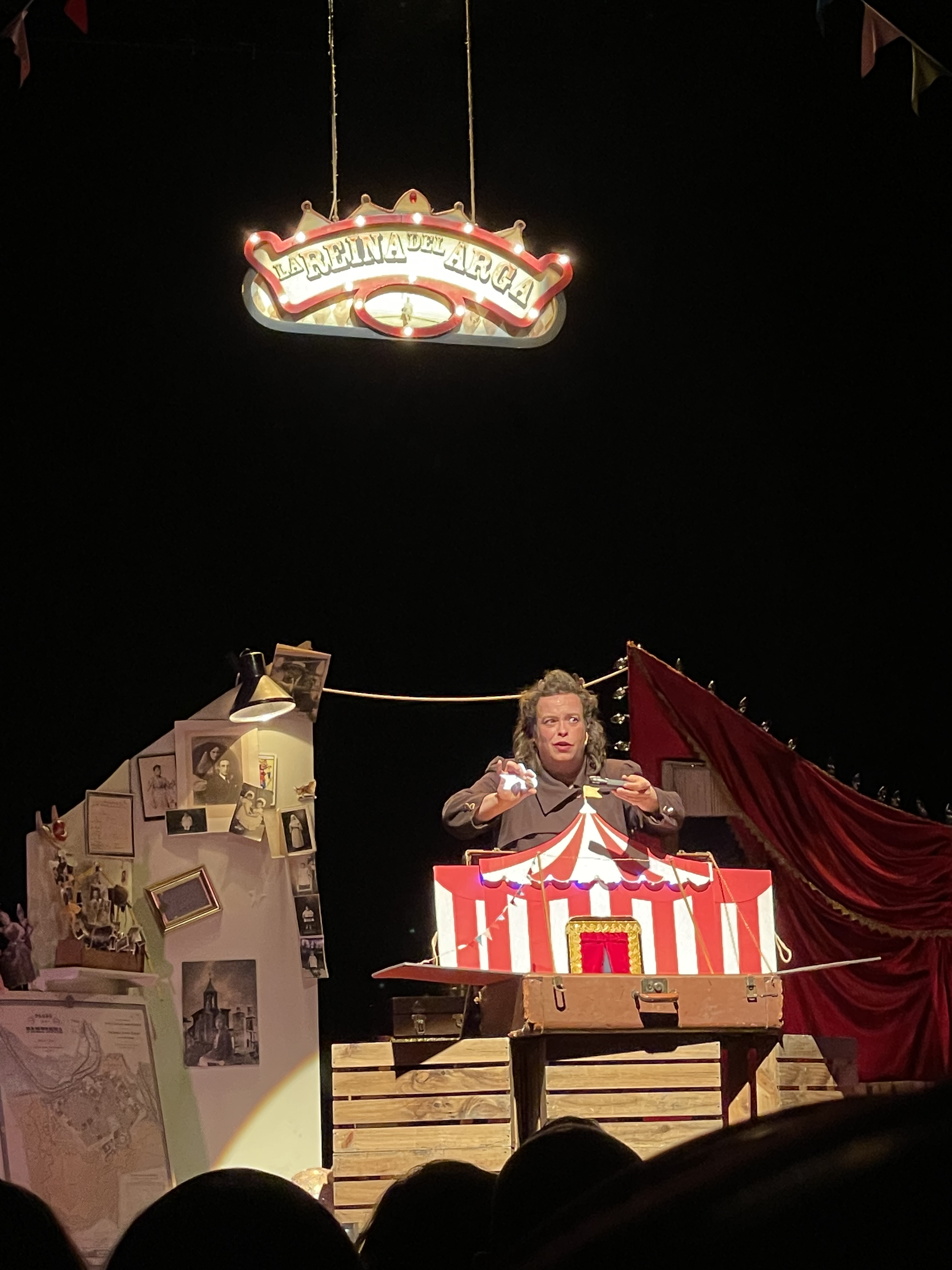
Estefanía de Paz en La Reina del Arga (2023)
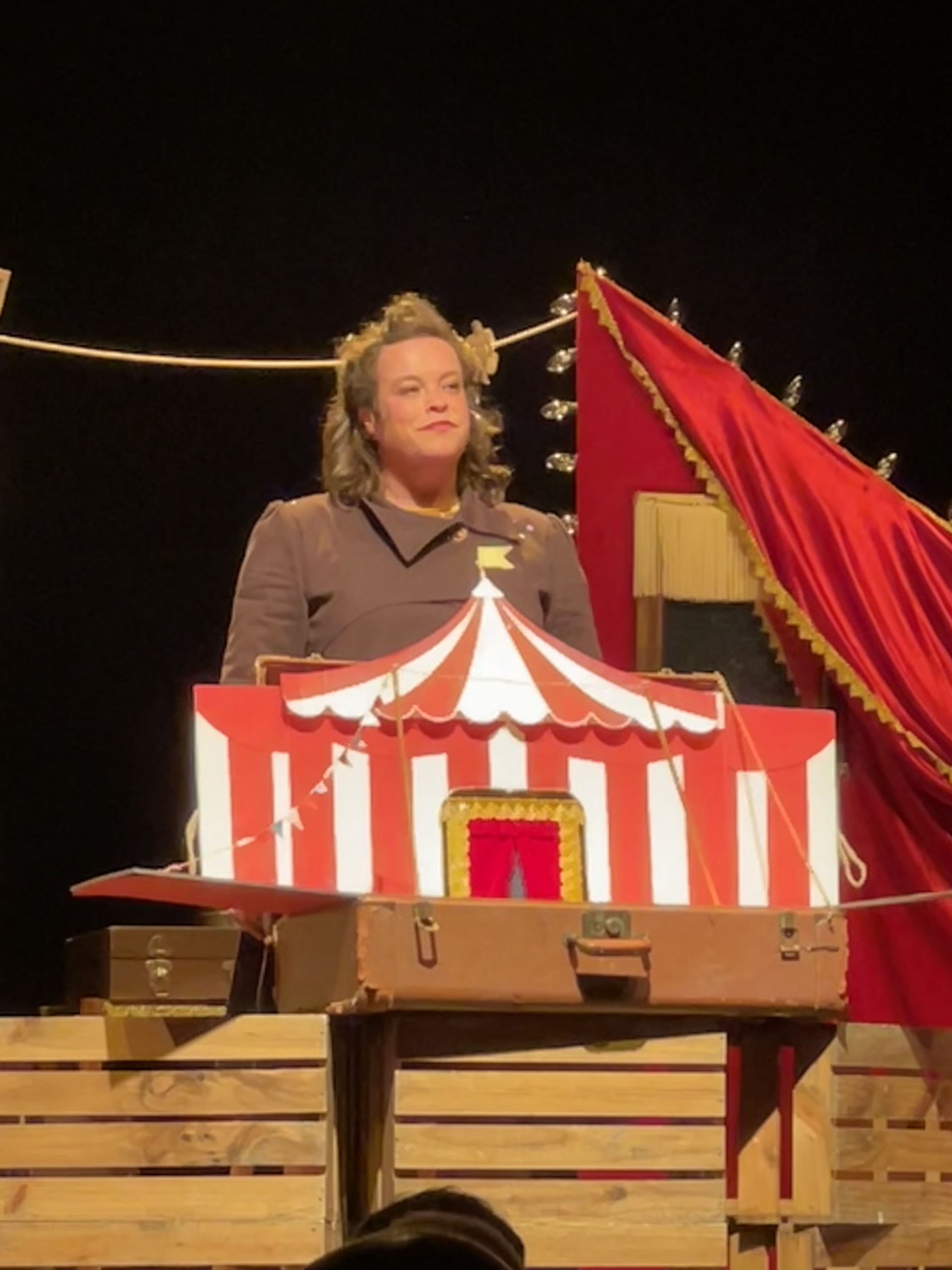
Estefanía de Paz en La Reina del Arga (2023)
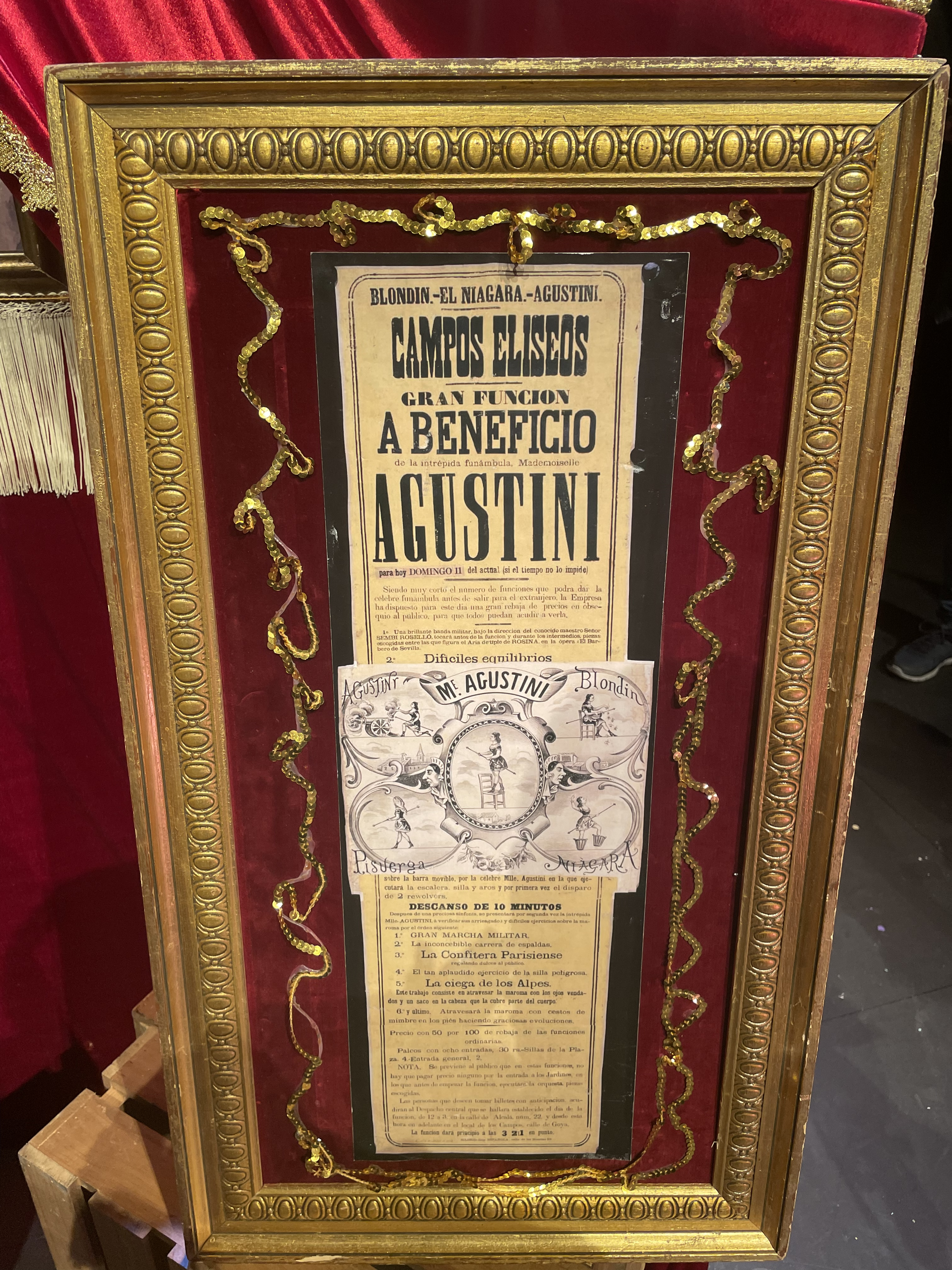
La Reina del Arga, elemento de la escenografía (2023)
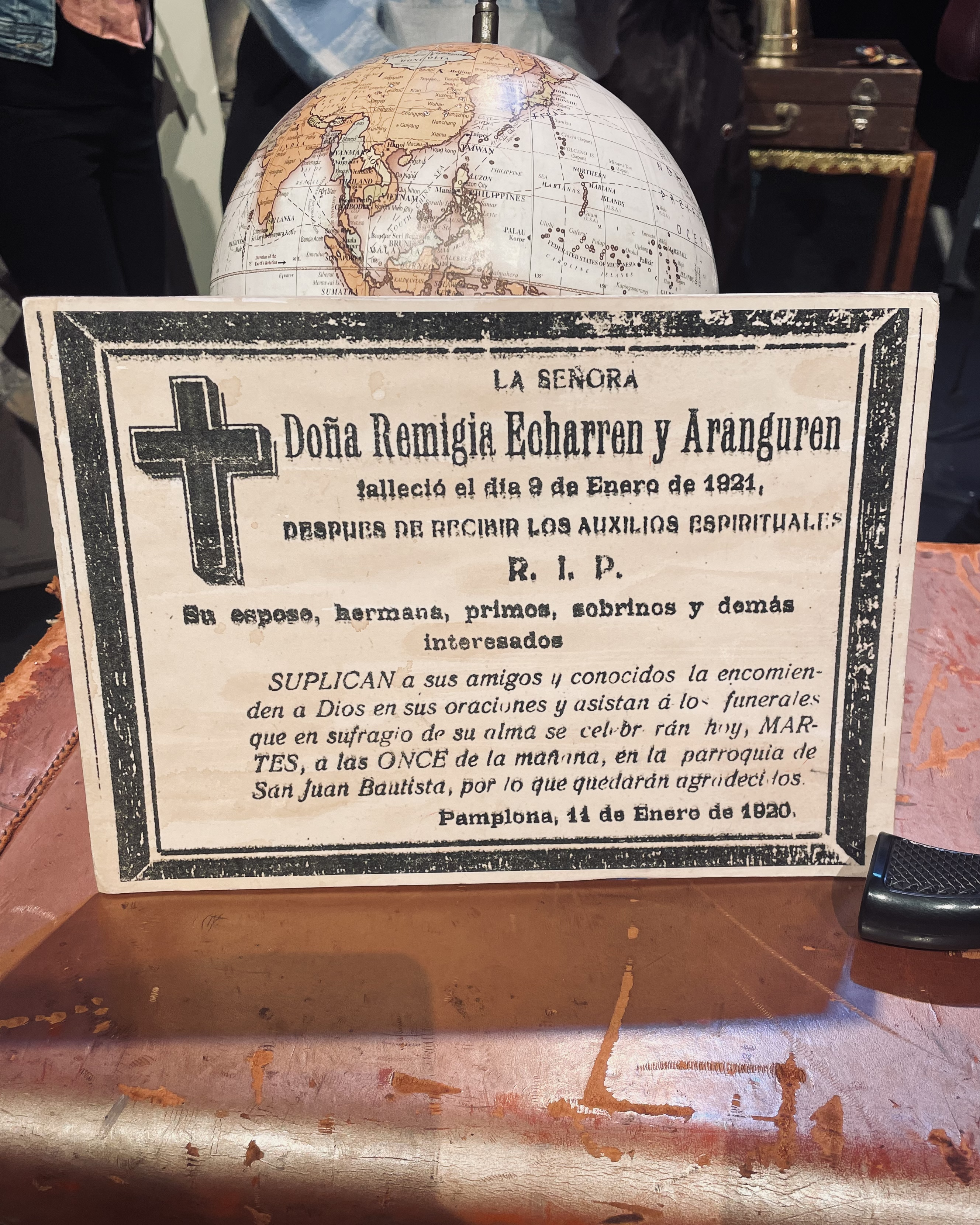
La Reina del Arga, elemento de la escenografía (2023)